# 2ª Brigata della Guardia Nazionale "Galizia"
La 2ª Brigata autonoma "Galizia" (in ucraino 2-га окрема Галицька бригада?, 2-ha okrema Halyc'ka bryhada, unità militare 3002) è un'unità di fanteria della Guardia nazionale dell'Ucraina con base a Leopoli.

## Storia
La brigata è stata costituita il 10 febbraio 1992, in seguito allo scioglimento dell'Unione Sovietica e all'indipendenza dell'Ucraina, sulla base della 16ª Brigata delle Truppe interne dell'URSS. Il 13 settembre 1999 è stata insignita del titolo onorifico "Galizia" per decreto del presidente ucraino Leonid Kučma. Con la riorganizzazione della Guardia nazionale dell'Ucraina nel 2000 ha integrato nel proprio organico il 14º Battaglione autonomo (unità militare 1441), formato a Ternopil' nel 1992, che è diventato il 2º Battaglione della brigata.
A partire dal 2014 l'unità è stata coinvolta nella guerra del Donbass, prendendo parte all'assedio di Slov'jans'k e alla battaglia di Debal'ceve ma contribuendo anche alla distribuzione degli aiuti umanitari nella zona ATO. Il 9 febbraio 2015, durante i combattimenti a Debal'ceve, il comandante del servizio medico della brigata, capitano Taras Končevyč, è rimasto ucciso a bordo di un'ambulanza disarmata quando il mezzo è stato attaccato dalle forze separatiste. Il 17 maggio 2015 un convoglio di aiuti umanitari è stato colpito nei pressi del villaggio di Troїc'ke del distretto di Popasna; nell'esplosione hanno perso la vita il vice comandante della brigata, colonnello Andrij Sokolenko, un altro soldato e due volontari civili. Sololenko sarebbe stato successivamente insignito del titolo di Eroe dell'Ucraina alla memoria.
Il 23 agosto 2018 il 3º Battaglione della brigata è stato distaccato per costituire il 15º Battaglione autonomo della Guardia Nazionale (unità militare 3055), con sede a Rivne.
La brigata è stata impiegata in combattimento durante l'invasione russa dell'Ucraina del 2022, contribuendo alla difesa della regione di Donec'k fra il 2022 e il 2023. Durante l'estate del 2023 ha preso parte alla controffensiva ucraina nell'oblast' di Zaporižžja, combattendo a Urožajne, mentre nell'inverno 2023-2024 ha partecipato alla battaglia di Avdiïvka. Il 23 agosto 2024 il presidente Volodymyr Zelens'kyj ha conferito alla brigata l'onorificenza "Per il Valore e il Coraggio". Nella seconda metà del 2024 mantenuto la linea presso la miniera di carbone Pivdennodonbaska 1, sulla via d'accesso per Vuhledar, durante la battaglia per la città. Nel 2025 è stata schierata nel settore di Pokrovs'k per contrastare l'offensiva russa, mentre elementi della brigata sono stati impiegati nella regione di Sumy.

## Struttura
- Comando di brigata[10]
- 1º Battaglione fucilieri (Leopoli)
- 2º Battaglione fucilieri (Ternopil')
- 4º Battaglione fucilieri (Užhorod)
- 5º Battaglione fucilieri (Drohobyč)
- Unità di supporto

## Comandanti
- Colonnello Serhij Kul'čyc'kyj (2005 - 2010)[11]
- Colonnello Oleh Sachon (2010 - 2016)[12]
- Colonnello Petro Šuljak (2016 - 2023)[13][14]
- Colonnello Jevhenij Vasylenko (2024 - in carica)[15]